# Ace Hood
Antoine Franklin McColister (Port St. Lucie, 11 mei 1988), beter bekend onder zijn artiestennaam Ace Hood, is een Amerikaanse rapper. 
Hij werd ontdekt door DJ Khaled, die hem in 2007 tekende bij zijn We the Best Music-label na een demotape en een rap-freestyle op het instrumentale nummer "I'm So Hood". In 2008 bracht hij zijn debuutalbum Gutta uit met de singles "Cash Flow" en "Ride". Vervolgens heeft hij onder meer de albums Blood, Sweat & Tears (2011) en Trials & Tribulations (2013) uitgebracht. Hij is vooral bekend van zijn hitsingles "Hustle Hard" en "Bugatti" (met Future en Rick Ross).

## Discografie
Studioalbums
- Gutta (2008)
- Ruthless (2009)
- Blood, Sweat & Tears (2011)
- Trials & Tribulations (2013)
- Mr. Hood (2020)
- M.I.N.D. (Memories Inside Never Die) (2022)
- B.O.D.Y. (Build Or Destroy You) (2023)